# Autonomia
Autonomia Operaia eller bare Autonomia var en italiensk ikke-parlamentarisk bevægelse på venstrefløjen der var særligt aktiv mellem 1976-78. Autonomia opstod i 1972 ikke som et parti men som et mødested for forskellige venstrefløjstendenser der modsatte sig reformisme og i stedet ønskede at indfri radikale krav gennem fx direkte aktion. Bevægelsen havde rødder i organiseringer som Potere Operaio (skabt efter maj 1968) og Lotta Continua og har sidenhen fået en vigtig inspirerende rolle for den autonome bevægelse.
Af konkrete, direkte aktioner organiserede Autonomia bl.a. afgiftstrejker i kollektivtrafikken, så kaldt selvreduktion (autoriduzione) af priserne på fødevarer og forsvar af familier der var truede med at blive smidt ud af deres bolig.
I skandinavien er fx planka.nu, solidaritetskassen for gratister i kollektivtrafikken, inspirerede af Autonomias taktikker.